# Acacia depressa
Acacia depressa är en ärtväxtart som beskrevs av Bruce R. Maslin. Acacia depressa ingår i släktet akacior, och familjen ärtväxter. Inga underarter finns listade i Catalogue of Life.